# Omar Figueroa
Omar Figueroa est un boxeur américain né le 13 décembre 1989 à Weslaco, Texas.

## Carrière
Passé professionnel en 2008, il remporte le titre vacant de champion du monde des poids légers WBC le 26 avril 2014 après sa victoire aux points face à Jerry Belmontes. Figueroa conserve son titre le 16 août 2014 en battant par arrêt de l'arbitre au 9e round le mexicain Daniel Estrada puis le laisse vacant en novembre 2014.

## Référence
1. ↑  (en) Figueroa vs Belmontes results: Omar Figueroa disappoints but retains title with split decision (boxrec.com)